# Acrapex obsoleta
Acrapex obsoleta là một loài bướm đêm trong họ Noctuidae.